# Zhang Ying
Pour les articles homonymes, voir Zhang.
Zhang Ying est une joueuse de hockey sur gazon chinoise évoluant au poste de défenseure.

## Carrière
Elle a fait partie de l'équipe nationale pour concourir aux Jeux olympiques de 2020 à Tokyo.

## Palmarès
- : 2e au Champions Trophy d'Asie en 2016.
- : 3e au Champions Trophy d'Asie en 2021.